# Promises Written in Water
Promises Written in Water è un film del 2010 diretto da Vincent Gallo.
Il regista Vincent Gallo è anche sceneggiatore, montatore, autore delle musiche e produttore, nonché protagonista insieme a Delfine Bafort, Sage Stallone, Lisa Love e Hope Tomaselli.
Presentato nel settembre 2010 alla Mostra del Cinema di Venezia e al Toronto International Film Festival.
Gallo ha descritto il suo nuovo film come un film altamente concettuale realizzato senza seguire un programma tradizionale di produzione o di pre-produzione. Ha iniziato le riprese, senza alcuna preparazione o sceneggiatura. Il risultato è un'opera in bianco e nero che rimanda al cinema indipendente statunitense di John Cassavetes e di Andy Warhol o a quello francese di Philippe Garrel e Jean-Luc Godard.
Per promuoverlo Vincent Gallo ha scelto il silenzio evitando fotografi, giornalisti, passerelle e bagni di folla in entrambi i festival in cui è stato invitato.

## Trama
Mallory è una giovane e bellissima ragazza malata di cancro in fase terminale che chiede a Kevin, fotografo incontrato da poco, di starle vicino negli ultimi momenti di vita, di preservare il suo corpo dal dolore, e infine di essere cremata dopo la sua morte. Kevin per mantenere le promesse fatte cerca e trova lavoro in un'impresa di pompe funebri e con la sua macchina fotografica ferma per l'ultima volta la bellezza del corpo di Mallory prima della sua cremazione.